# Провинција Сануки
Сануки (јап. 讃岐国) је једна од 66 историјских провинција Јапана, која је постојала од почетка 8. века (закон Таихо из 703. године) до Мејџи реформи у другој половини 19. века. Сануки се налазио на северној обали острва Шикоку.
Царским декретом од 29. августа 1871. све постојеће провинције замењене су префектурама. Територија Санукија припада данашњој префектури Кагава.

## Географија
Сануки је најсевернија од четири провинције острва Шикоку. На северу је излазио на Унутрашње море. На југу се граничио са провинцијама Ијо и Ава.